# К-549 Kniaź Władimir
K–549 Kniaź Władimir (К-549 Князь Владимир) – rosyjski atomowy okręt podwodny czwartej generacji, typu Borei zdolny do przenoszenia pocisków balistycznych klasy z ang. SLBM 3М30 Buława. To pierwszy okręt zmodyfikowanego projektu 955, oznaczonego 955A (część źródeł podaje 955U). Okręt jest wyposażony w okrętową siłownię jądrową z reaktorem OK-650W.
Nazwany na cześć Wielkiego Księcia Kijowskiego Włodzimierza I Wielkiego. Początkowo dowództwo WMF RF proponowało dla okrętu nazwę Святитель Николай (Święty Mikołaj), jednak propozycja była krytykowana i nie została przyjęta. Ta nazwa funkcjonowała jakiś czas w mediach.
29 października 2019 r. okręt wystrzelił jeden pocisk 3M30, głowice testowe trafiły cele na poligonie Kura.